# Oncideres boliviana
Oncideres boliviana là một loài bọ cánh cứng trong họ Cerambycidae.